# Kaposhomok megállóhely
Kaposhomok megállóhely egy Somogy vármegyei vasúti megállóhely, a MÁV üzemeltetésében.
Taszár külterületén helyezkedik el, a lakott területétől körülbelül 1,2 kilométerre délkeletre, a névadó Kaposhomokhoz központjához valamivel közelebb, északi irányban. Közúti elérését a 61-es főúttól Kaposhomokra vezető 65 107-es számú mellékút biztosítja.
2022. december 11-étől a vonatok nem állnak meg az állomáson.

## Vasútvonalak
A megállóhelyet az alábbi vasútvonalak érintik:
- Dombóvár–Gyékényes-vasútvonal

## Kapcsolódó állomások
A megállóhelyhez az alábbi állomások vannak a legközelebb:
- Baté vasútállomás (Dombóvár–Gyékényes-vasútvonal)
- Taszár vasútállomás (Dombóvár–Gyékényes-vasútvonal)